# DANDANだんく!
『DANDANだんく! 』（だんだんだんく!）は、とだ勝之による日本の漫画。1993年9月号から1997年4月号にかけて『コミックボンボン』（講談社）に連載されたストリートボール漫画。最終回は実名のキャラを除いて、全キャラが登場している。

## あらすじ
牧島だんくは、日本人初のNBAプレイヤーになることを夢見る小学4年生のバスケ少年。ニューヨークで暮らしていただんくは、父の言いつけにより、日本に渡り、父の友人である新葉家に居候し、新葉家の一人娘・新葉くるみと同じ鹿の子第5小学校に通い始める。だんくとくるみは、上級生の大迫力男や同級生の下野三太と共にバスケチーム・DANDANだんくを結成。様々なバスケプレイヤーとのバスケを繰り広げていく。

## 登場キャラクター
牧島だんく（まきしま-）
本作品の主人公。バスケチーム DANDANだんくに属する鹿の子第5小学校の小学4年生。
身長が低いにもかかわらず、そのたぐい稀なジャンプ力でダンクシュートを決める。ダンク以外のシュートが入ることは極めて稀で、フリースローでは、ほとんど外してしまう。バッシュのストラップをきつく締めることで、マキシマムパワーを引き出す。日本人初のNBAプレイヤーを目指している。
能天気で大食感のバスケバカだが、そのひたむきさは多くのバスケプレイヤーに影響をもたらす。極度の方向音痴でもあり、北海道に行こうとして、沖縄県に行ってしまったこともある。
両親については父親は登場しているが、母親は写真内のみの登場。下宿先の新葉家では庭の木に作った専用の部屋に住んでいる。
幼少期をアメリカで過ごし、一時は数十キロの重りの付いたバッシュを履いており、これで足の筋肉を鍛え続けた結果、驚異的なジャンピングの持ち主となった。ただし、その跳躍には長い助走を必要とし、それを途中で妨害されて失速したり、そもそも助走ができない場所では跳躍できない。父からそれを指摘されて完全に敗北し、それを克服するべく旅に出るが、ゴールが海上にあって助走できないにもかかわらずビッグウェーブを利用してダンクを決めたことで「ダンクだけでも十分通用する」と父に認められた。
最終回では進級して、小学5年生になっている。
新葉くるみ（しんば-）
だんくのクラスメートでDANDANだんくの紅一点。
バスケは好きだが腕前は素人。ストバス全国大会ではチームのレギュラーメンバーとして活動。以降はマネージャー的存在になる。
両親との3人家族で父親は第1話で登場したが、母親は最終回のみ登場。
大迫力男（おおさこ りきお）
鹿の子第5小学校のボス的存在の小学5年生でDANDANだんくのメンバー。広島弁のような口調で話す。
バスケ部に所属はしていないが、史上最強のバスケチームを目指しており、その巨体を生かしたパワフルなプレイをする。ブルドーザーダンクと呼ばれるダンクシュートはだんくをボールごとゴールに叩き込むほど。
強面の外見とは裏腹に女の子に弱く、手芸部に所属していることから手先が器用。実家は「中華大迫力」という中華料理屋。だんくとのバスケ勝負の後、だんくのことを認め、彼に手作りのTシャツを贈り、そのTシャツはDANDANだんくのチームユニフォームになった。キャノンボール編からはだんくのために新しいTシャツを作った。
家族は父親が登場したが、息子と違い小柄な体格。
下野三太（しもの　さんた）
だんくのクラスメートでDANDANだんくのメンバー。
運動は苦手だが、だんくとの交流を通じて、バスケの楽しさに目覚め、大迫の指導を受けるようになる。試合に出ることは稀であり、基本的には戦略面でだんくたちをサポートする。
ZBAに拉致されて、洗脳を受けた際は下野サタンとして、須弥山弾など脅威の能力を見せた。
名前は「人格が変わってサタンのようになるキャラ」として先に決まっており、苗字は作者の高校の同級生である下野六太に由来。
真軸丈（まじく じょう）
得栄れいかーズのメンバーで小学5年生。通称「マジック」。
身長はだんくと変わらないが、だんく以上に高度なテクニックを身につけている好敵手。ZBAとの戦いの後は、リバウンドも得意とするようになった。
クールな性格かつ守銭奴にしてカナヅチ。だんくたちの影響を受けて、お人好しな面も見せるようになる。
両親はおらず、兄と2人暮らしだったが、兄弟共にZBAに属し、自身はZBAを追放されてからは1人暮らしをするようになる。生活費を稼ぐため、得栄れいかーズに所属しているが、ZBA戦やD=Rマン戦では、DANDANだんくのメンバーとして活動。チームユニフォームは自身のトレードカラーである黒にしている。
コミックボンボン1996年4月号の企画ページ「だんスポ」のマジック・ジョンソン現役復帰を伝える記事に「本家（?）マジックが復帰して、現在修行中の「だんく!」のマジックこと真軸丈の復帰も近い!?」という記述がある。
得栄麗華（えるえい れいか）
LA産業の社長令嬢にして、得栄れいかーズのリーダー。
清楚な雰囲気を出すときは黒髪だが、高飛車になると髪の色と髪型が変化する。バスケの腕前は皆無に等しい。だんくに負けた怨みを晴らすべく、鹿の子第5小学校に転校してきた。
牧島ダン（まきしま-）
だんくの父親。
その記録は歴史から抹殺されたものの過去NBA公式戦一試合にのみ出場し、一人で120Pをあげた伝説のプレイヤー。その後、キャノンボールを創設した。だんくとの再会時は、自らが狙われている身であった為、巨漢の着ぐるみを着ていた。初登場時35歳。
大雑把な性格で、だんくに渡している案内図は非常にアバウトである。
最終回では、ほとんどのNBAスカウトマンから相手にされなくなったことを知り、ラリーの前で着ぐるみを脱ごうとするが、長年着続けていたせいで背中のチャックの部分が錆付いてしまっていたため脱げず、下手すれば一生着続けなければいけなくなっていた。

### ZBA編
ブラック=マジック
真軸丈の兄で本名は真軸丈一。ZBAの中でも最上級のエリート、フライングZの証を持つ。
ZBAに洗脳され、血も涙もないバスケマシーンと化したが、DANDANだんくの一員として再会した弟とのバスケ勝負を経て、元の心を取り戻す。
ZBA解散後は貧しい子供でも買える安くていいバッシュを販売する会社の社長となった。
M = J
ZBAの頭領で、シカゴ・ブルズの23番のユニフォームを着る男。
DANDANだんくの最後の相手を務め、圧勝した後、「ZBAを組織したのは、NBAを倒すための日本人プレイヤーを育てるため」であることを明かしつつ、だんくたちの姿を見て、ZBAは必要ないことを悟り、ZBAを解散。ブルズの優勝指輪をプレゼントした後、巨大M = Jロボでアメリカに帰国。
キャノンボール編にも登場し、だんくと大迫をアメリカに連れてきた。
モデルはマイケル・ジョーダン。ZBA編の最終話でだんくと真軸がその正体を察し、マイケル・ジョーダンの名前を途中まで口にしたところでM=Jロボが起動し有耶無耶になった。また1995年5月号の企画ページではM=Jとジョーダンとの関係性を示唆する記述がある。

### スラムキング編
ジャッジ
スラムフープタウンの争い事裁き人。
その正体はスラムキングであり、バスケが支配する世界を作ることを目指す。
身長はだんくと同じくらいだが、助走もなしでだんくと同等の跳躍力を持ち、鉄の軍配で鍛え抜かれた左腕から七色の変化球シュートを放つ。本名は天下泰平。
だんくとの対決とスラムフープタウン崩壊から、バスケ世界の野心を捨てる。
最終回においては、天下を取るための心の修行に励んでいる光景が描かれた。
ボールヘッド
ジャッジの付き人。
以前はスラムキングダムのバスケ動力の1人だった。その怪力は鋼鉄のボールを強引にドリブルし、石でできたコートの床をも砕く。本名は山本定之。
最終回では、丈一のバッシュ会社に勤めている姿が描かれた。

### キャノンボール編
MB
ロサンゼルスの黒人ギャング、シャーク団のリーダーを務める青年。MBとは本名のエマニエル・ボイヤーの頭文字から取ったニックネーム。
ロサンゼルス代表のキャノンボーラーであったが、裏でキャノンボーラーとして活動する警官・ノック署長に捕まり、キャノンボールのプラチナカードをだんくに託す。キャノンボーラー収容所で囚人たちと共に打倒D = Rマンの機会を窺っており、だんくが収監された際にはだんくを脱獄させ、その後、だんくたちと共にD = Rマンに挑んだ。キャノンボール終了後、だんくから準優勝の10万ドルの小切手を受け取り、アーノルドと共にロサンゼルスに帰郷。だんくの名を称えて、Dボールというバスケ大会を開くが、Dボールは後に世界規模の大会に発展した。
最終回にて、NBA入りをする。
アーノルド
MBの弟で、フルネームはアーノルド・ボイヤー。
スリによって生計を立てている。立体映像の類が苦手。
だんくと大迫と共にキャノンボールをめぐり、全米を旅する。
最終回では、ピザ配達のアルバイトで真面目に働いており、レイアの家にピザを配達しに来た際、レイアに頼み込んで、テレビを観させてもらい、MBのNBAデビュー戦を共に観戦した。
D = Rマン
キャノンボールの現理事。語尾に「だべー」を付けるのが特徴。
過去、キャノンボール優勝を経て、NBA入りを果たしている。本来は弱者救済のために創られたキャノンボールを非合法活動に捻じ曲げた張本人であるが、単なる小物とは言えず、ビル風をも物ともしない驚異的なプロ・バスケプレイヤー。また、バスケプレイヤーとして活動するときは語尾は付けない。
キャノンボールの最後の壁として立ちはだかり、アマチュアプレイヤーであるだんく達を完全に圧倒するが、最後の最後に1点を取られたことで、自らのキャノンボール覇者、そして現役NBAプレイヤーとしてのプライドを傷つけられ、「試合に勝って勝負に負けた」結果に終わる。だんくたちをライバルと認め、バスケルトンを通じて、準優勝の賞金10万ドルを渡す。
モデルはデニス・ロッドマン。雑誌・単行本では1996年のNBAプレーオフでプレーするロッドマンが実名で描かれるシーンがあったが、電子書籍版では名前が「デビス・ラッドマン」に変更されている（同シーンで顔が明確に描かれていないマイケル・ジョーダンとシャキール・オニールは変更なし）。これに伴い同回で登場する「D(デニスー)-ワールド」も「D(デビスー)～」に変更されている。またキャノンボール決勝戦で得点表示が1度だけ「ロッドマン」になっている箇所があるが、こちらは電子書籍版でも修正されていない。

### だんくゼロ編
レイア・フープ
ニューヨークのダウンタウンに住む少女。
姉御肌であり、一人称は「あたい」。将来の夢はNBA初の女性プレイヤー。初登場時11歳。
ラリーの追跡により、父親とはぐれ、彷徨っている最中のだんくと出会い、バスケのバの字も知らないながらも高い素質を持つだんくを指導していった。父・ラリーとのバスケ勝負を行うだんくに自身のバッシュを与える。
最終回では、アーノルドと共に、NBAのテレビ中継を観ながら、だんくのことを思い出していた。
ラリー・フープ
レイア・フープの父親でイエローキャブのドライバー。
NBAのスカウトマンもしており、ダンをNBAにスカウトしようと目論んでいる。かつて、NBAの選手であったが、試合中のアクシデントでひざを負傷し選手生命が絶たれた。ダンをNBAに入れさせようとした理由は金ではなくNBAで活躍するダンを観たかったため。ダンの提案で「だんくが時間内に1点を取れるか否か」というルールでだんくと勝負し、得点されてしまい敗北。勝負後、ダンからバスケ人生を論されて改心した。
5年後、NBAルーキーとしては年を取りすぎたことから相手にされなくなったダンを残念に思いながらも息子のだんくをNBA入りさせようと日本を訪れるが、だんくがまだ小学5年生だったことに気づき、出直す。

### ゲストキャラクター
ゲストキャラクターの元ネタはスラムキング編に登場したキャラクターを例に取ると、『タクシード仮面』は『美少女戦士セーラームーン』に登場する『タキシード仮面』であり、『すけ震野』は『クレヨンしんちゃん』の『野原しんのすけ』など、パロディが非常に多い。また、実在するNBA選手がモデルとされたキャラクターなども登場した（ショーン・ケンプなど）。選手本人が登場する回もあったが、電子書籍版では名前が差し替えられている（前述のデニス・ロッドマンとアトランタオリンピックアメリカ代表メンバー。イメージや名前のみ登場の選手は差し替えられていない）。この措置の結果、シャキール・オニールに関しては前述のシーンで名前のみ登場の本人、名前が差し替えられたアトランタ五輪メンバーの「シャクーリ・オニーメ」、さらにオニールがモデルとなったZBA夢組のメンバー「鬼留」の三者が混在することとなった。
連載当時に放映されていたアニメ・特撮番組やブレイク中のタレントなどが元ネタにされやすい傾向がある。
パロディそのものの削除・変更は単行本でもほぼ行われていないが、「エバスケリオン」登場の際雑誌掲載時に描かれていた新世紀エヴァンゲリオンのタイトル風のロゴは削除されている。
また単行本化の際に、話と話の間に新たに書き下ろした「4（3）コマ劇場」の第4話に、同じとだ作品『あきら翔ぶ!!』の敷島あきらが端役出演している。

## 用語解説
マキシマムパワー
牧島だんくがレイアから貰ったバッシュ、NIKEエアレイド改のストラップをX字にしてきつく締めることで、だんくが持つ最大限の力（MAXIMAM POWER）を引き出し、驚異的な跳躍力を生み出す。
ZBA
M=Jが日本でNBAのチームを倒せるバスケプレイヤーを育てるために創設した集団。目的のためには拉致・洗脳もいとわない。日本各地に強化訓練所があり、その本部は巨大なM=Jロボとなっている。だんく達を見てM=Jが日本でも素晴らしいプレイヤーが育っていることを認識して解散した。
Nを倒す(横にする)→Z　という発想からZBAと名づけられていた。
スラムフープタウン
スラムキングが支配する、諍いごとを全てバスケで解決する街。お菓子がお金に相当する価値を有しており、人々はバスケ対決に「おっとっと」等のお菓子を賭けている。作中ではSLAM HOOP TOWNを略してS・HOO・Tと表記されている。
スラムキングダム
スラムフープタウンの先にスラムキングが理想とするバスケで全てが決まる世界の中心となるべく作られた街。バスケのボールの形をた都市構造をしており、高層ビルが建ち並び、その中心にはサグラダ・ファミリアに模したスラムキング城がある。
キャノン・ボール
牧島ダンが創設したバスケグランプリ。ロサンゼルスからニューヨークまでバスケの試合を行ないながら移動し、アメリカ大陸を横断する。4年に一度行なわれ、優勝者には多大な賞金とNBA入りの資格が贈られる。本来は貧しい者の中から才能を発掘するのが目的であったが、新たな理事になったD=Rマンによってその方針は捻じ曲げられてしまい、非合法活動にまで陥り、キャノンボーラーは警察に問答無用で逮捕されてしまうようになった。キャノンボーラーとなった人間は様々で、中には警察官の立場を利用して他のキャノンボーラーを逮捕して伸し上がろうとする者もいる。
だんくとD=Rマンの決戦後、賞金の10万ドルを受け取ったMBによってその在り方は大きく改善される事になり、名称もだんくの通称「D」に因んだ「Dボール」へと変更され、やがて世界規模で開かれるグランプリにまで発展する事になった。

## 単行本
- 第1巻 1994年3月5日刊行  ISBN 4-06-321694-2
- 第2巻 1994年8月5日刊行  ISBN 4-06-321711-6
- 第3巻 1995年1月9日刊行  ISBN 4-06-321730-2
- 第4巻 1995年7月6日刊行  ISBN 4-06-321748-5
- 第5巻 1996年1月9日刊行  ISBN 4-06-321762-0
- 第6巻 1996年6月6日刊行  ISBN 4-06-321774-4
- 第7巻 1996年10月5日刊行 ISBN 4-06-321785-X
- 第8巻 1997年3月6日刊行  ISBN 4-06-321799-X
- 第9巻 1997年6月6日刊行  ISBN 4-06-321809-0

## 完結後に発表された作品
2012年11月に、とだ勝之自身が手掛けた同人誌として『DANDANだんく!Ex』が刊行された。連載当時のテイストはそのまま受け継がれている。コミティアで頒布されたほか、Amazonなどの通販サイトでも入手が可能。